# Округ Прентис (Мисисипи)
Прентис (енгл. Prentiss County) је округ у америчкој савезној држави Мисисипи.

## Демографија
По попису из 2010. године број становника је 25.276, што је 280 (-1,1%) становника мање него 2000. године.
| Група             | 2000.          | 2010.          |
| Белци             | 21.845 (85,5%) | 21.172 (83,8%) |
| Афроамериканци    | 3.308 (12,9%)  | 3.488 (13,8%)  |
| Азијати           | 40 (0,2%)      | 33 (0,1%)      |
| Хиспаноамериканци | 176 (0,7%)     | 307 (1,2%)     |
| Укупно            | 25.556         | 25.276         |